# إسحاق ويليام ويلي
إسحاق ويليام ويلي (بالإنجليزية: Isaac William Wiley)‏ هو قسيس أمريكي، ولد في 29 مارس 1824 في لويستاون في الولايات المتحدة، وتوفي في 22 نوفمبر 1884 في فوزهو في الصين.